# Córdobai Kalifátus
A Córdobai Kalifátus, előzőleg Córdobai Emírség szunnita muszlim államalakulat volt, amely az Ibériai-félsziget muszlimok uralta részén (arabul al-Andalusz) terült el. 756-ban alapította az Omajjádok dinasztiájának egy sarja, akinek utódai – kisebb megszakításokkal – 1031-ig birtokolták a területet előbb emíri, majd 929-től kalifai titulussal. A córdobai omajjád állam volt az első, az iszlám világ egészét uraló kalifátusról tartósan elszakadó fejedelemség. Hosszúra nyúló bukásával párhuzamosan, a 11. század elején a különféle arab és berber hadúri családok önálló államokat alapítottak, amelyeket táifáknak nevezünk.

## Története

### A hódítás
Az Ibériai-félsziget muszlim meghódítása 711-ben kezdődött.
719-ben az arab-berber csapatok átkeltek a Pireneusokon, és benyomultak Galliába. A Narbonne környékén és attól északra számszerű többségben élő gallorómaiak — akárcsak hispániai rokonaik — örömmel, felszabadítóként üdvözölték a hódítókat, és megnyitották nekik városaikat. Ettől nyugatra azonban nem sikerült területet nyerniük: I. Odo (akit ettől fogva Nagy Odónak neveztek) akvitániai és baszk herceg 721-ben a toulouse-i csatában megfutamította őket.
A mórok a 720-as években egy sor erősséget — Narbonne, Montfrin, Avignon, Arles, Aix-en-Provence, Béziers, Nîmes, Agde — építettek ki az általuk elfoglalt területeken, és 732-ben új offenzívát indítottak északra, a Frank Birodalom ellen. Martell Károly azonban összefogott régi ellenségével, I. Odóval, és a poitiers-i csatában döntő vereséget mért az arabokra. Ezt a csatát sok történész az európai történelem egyik fordulópontjának tekinti. Károly ezután Septimania és Provence kivételével visszafoglalta a móroktól a gall területeket. A 736-ban visszafoglalta Provence-ot is, ahonnan a mórok kivonták csekély erőiket. Az emirátus 737-ben újabb nagy inváziót indított Gallia ellen, de Martell Károly a Berre menti csatában szétverte az arab hadat, majd végigdúlta Septimaniát, kifosztva Nîmes-et, Agde-ot, Béziers-t és Maguelonne-t. Narbonne ostromával azonban nem próbálkozott — a feltételezések szerint azért, mert Odo fia, Hunald fenyegette utánpótlási vonalait.
739-ben a provence-i gallorómaiak még egyszer fellázadtak a frank uralom ellen, de Martell Károly újabb súlyos vereséget mért a lázadók megsegítésére érkező mórokra.
Narbonne-t végül III. Pipin frank király hadai vették be hétéves ostrom után, 759-ben.

### Az állam megalakítása

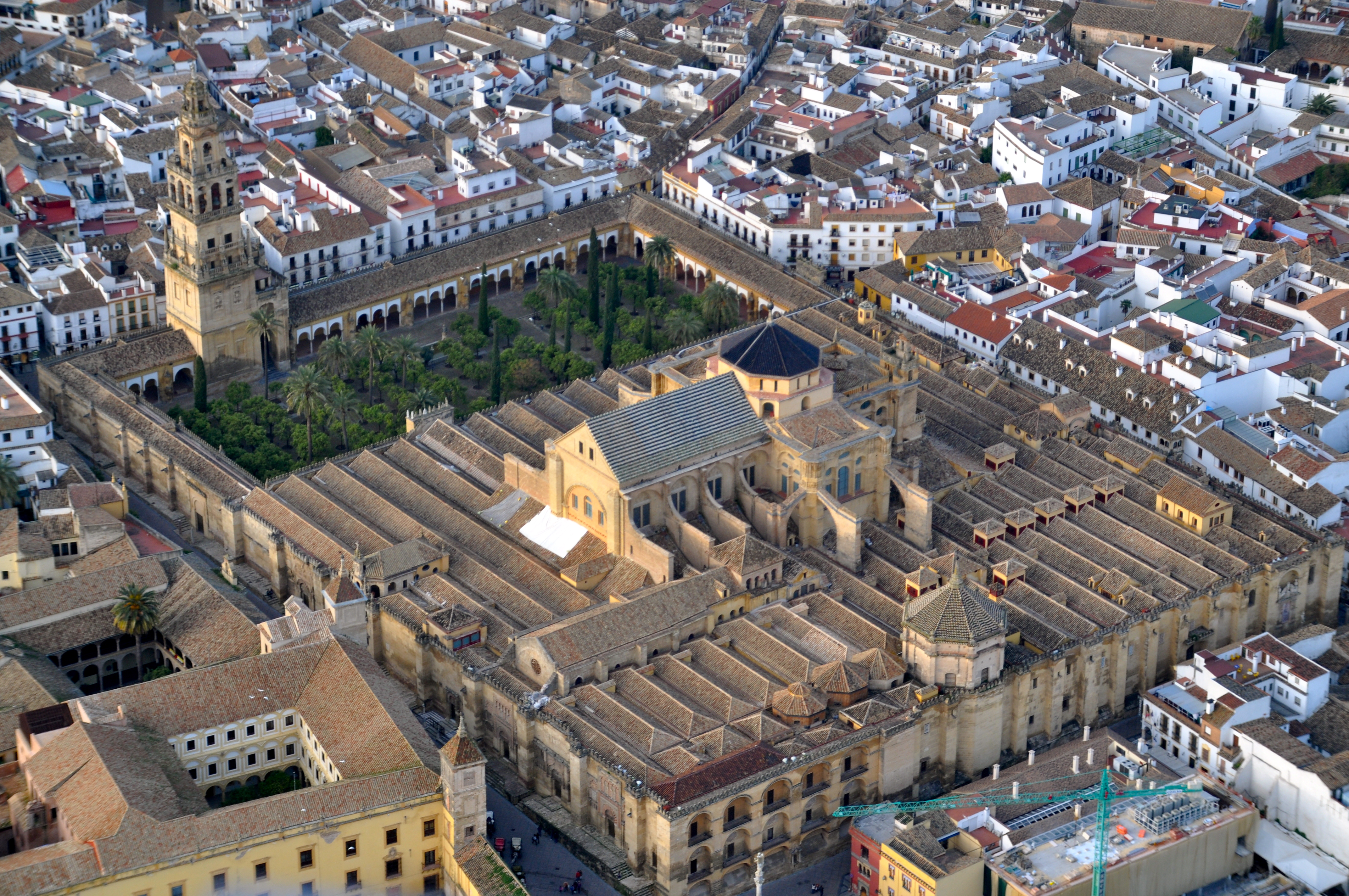
Az utóbb keresztény katedrálissá átalakított córdobai nagymecset (Mezquita) a kalifátus korának egyik legjelentősebb építészeti emléke

A központi muszlim területektől távol eső és elszigetelt térség megfelelő feltételeket biztosított az önálló államiság kialakításához, amire végül a damaszkuszi székhelyű Omajjád Kalifátus bukása (750) után került sor. Az Irakba áttelepülő új uralkodók, az Abbászidák kiirtották az Omajjád családot, ám Hisám kalifa (724–743) egyik unokája, Abd ar-Rahmán ibn Muávija el tudott menekülni Észak-Afrikába — előbb a mai Tunézia vidékén fekvő Ifríkijába, majd annak kormányzója elől a marokkói, berber törzsek lakta területre. Innen hű szabadosa, Badr átkelt Hispániába, ahol kapcsolatot teremtett a kormányzó, Júszuf ibn Abd ar-Rahmán al-Fihri ellenfeleivel, és 755 nyarán átkelt Almuñécarba, és a hegyvidéki Torroxba ment. A helytartó úgy döntött, áttelelteti a csapatait, mielőtt szembeszáll az ellenfelével, ami hibás döntésnek bizonyult, mert közben Abd ar-Rahmán jelentős sereget gyűjtött. A trónkövetelő végül legyőzte al-Fihri csapatait, és 756. május 14-én bevonult Córdobába. Az egyébként helytartóknak kijáró emír címet felvevő Abd ar-Rahmán 788-as haláláig meg tudta tartani hódítását, ám csak azon az áron, hogy folyamatos harcot vívott ellenfeleivel: al-Fihri híveivel, a lázongó berberekkel, az Abbászidák támogatóival, a córdobai lakossággal egyaránt meg kellett küzdenie. Ebben legfőbb eszköze a korábbi arab hadsereget felváltó, illetve kiegészítő, felszabadított rabszolgákból felállított hadserege volt.
Abd ar-Rahmánnak az iszlám fennhatóság alatt álló terület északi határvidékét nem sikerült teljesen uralma alá hajtania. 760-ban Asztúriára támadt, de vereséget szenvedett I. (Kegyetlen) Fruela asztúriai királytól, aki ezek után apjának galiciai hódításait is kiterjesztette. Cassius gróf, Banu Qasi taifa emírje elismerte őt hűbérurának, és ennek fejében megtarthatta félfüggetlen helyzetét, három emír (korábbi kormányzó) azonban Nagy Károly frank uralkodóhoz fordult segítségért. A frankok 778-ban átkeltek a Pireneusokon, és egyik seregük ünnepélyesen bevonult Barcelonába, a másik pedig feldúlta az emirátushoz tartozó, de baszkok lakta Pamplonát. A két hadoszlop Zaragozában találkozott, hogy Károly ott fogadja Soloman ibn al-Arabi, Kasmin ibn Yusuf és Abu Tavr emírek hűbéresküjét, a lázadó emírek azonban meggondolták magukat, és Károly ellen fordultak. A város hosszú ostrom után elesett ugyan, de Károlynak ki kellett vonnia utánpótlás nélkül maradt hadait a félszigetről. A sereg utóvédjét és hadtápját a Pamplona kifosztásán feldühödött baszkok az első roncesvallesi csatában megsemmisítették.
A hadjárat kudarca után a Károlyt támogató ibériai keresztények tömegesen menekültek át a Pireneusoktól északra fekvő, frankok uralta területekre. Ennek köszönhetően Chorso toulouse-i gróf (vagy már herceg) 781-ben grófságába kebelezte a Pireneusok hegyláncai között fekvő Pallarsot és Ribagorçát. 785-ben a frank befolyás már Geronára és a hozzá közeli Besalúra is kiterjedt, majd nem sokkal később a teljes Urgell–Cerdanya régióra, amelyben a mór uralom már addig is többé-kevésbé formális volt. Ezeket a frank törekvéseket aktívan támogatták Septimania gót származású grófjai is.
Nagy Károly ezután fiára, Jámbor Lajosra bízta ezt a frontot, amíg ő birodalmának más határain hadakozott. Lajos 785-ben megszállta Geronát és kiterjesztette a frank hatalmat Észak-Katalóniára.

### A hatalom megszilárdítása

A Córdobai Emírség a kalifátussá alakuláskor, 929-ben

Az alapító harminckét évig tartó küzdelme ellenére utódainak helyzete sem volt biztos. A trónon nem legidősebb fia, a toledói Szulajmán követte, hanem a nála több mint tíz évvel fiatalabb (kereken harminc éves), méridai I. Hisám. A trónváltáskor Szulajmán és valenciai fivére, Abdalláh is fellázadt, de Hisám legyőzte és Ifríkijába száműzte őket. Hisámnak ezután több kisebb horderejű lázadással kellett szembenéznie, így például a hatalomváltás zűrzavarát kihasználva 788-ban fellázadt és emírré nyilvánította magát Zaragoza kormányzója, Huszajn ibn Jahja — de 789-ben Hisám ezt a felkelést is leverte. Ezekben a harcokban két vizigót származású főúrtól kapott komoly segítséget:
- Músza ibn Fortún ibn Qasitól (a név jelentése: Cassius fia Fortún fia Músza), Banu Qasi taifa urától és
- Amrus ibn Júszuftól (az Amrus minden bizonnyal az Ambrose név arabos alakja), egy tisztázatlan birtokú, de ugyancsak muwallad nemestől.

Előtérbe kerülésük azt jelzi, hogy az Omajjádok a lesüllyedő arab családok helyeit az iszlámra áttért vizigót és hispanorómai nemesekkel töltötték fel. A muszlim-keresztény közeledés egyértelmű jele, hogy Hisám örököse, al-Hakam anyja (Zukhruf — a.m. „Arany Ékesség") egy keresztény származású nő (valószínűleg frank nemesasszony) volt, akit akkor mutattak be neki, amikor Hisám apja, Abd-ar Rahmán találkozott Nagy Károllyal, hogy aláírják a békeszerződést.
Hisám restauráltatta Córdobában a Guadalquivir (arabul al-Wadi al-Kabir – A Nagy Folyó) felett átvezető és tizenhét, egyenként ötven arasz széles boltívből álló római kőhidat, amely a vizigót uralom alatt részben összeomlott. Ugyancsak ő rendelte el a Córdobai nagymecset felépítését.
791-ben átvette a kezdeményezést és megtámadta Asztúriát. Legyőzte I. Bermudo csapatait; a király ezután lemondott a trónról II. Alfonz javára. Alfonz lényegesen jobb államférfinak és hadvezérnek bizonyult elődjénél, és 794-ben, 811-ben, 812-ben, 816-ban és 825-ben is legyőzte a mórokat.
Az észak-hispániai muszlim vezetők folyamatosan lázadtak a córdobai fennhatóság ellen, és szívesen segítették a frankokat. Ezért a katalóniai front lassan, de biztosan dél felé haladt: 795-re már Osona és Urgell is elesett.
Hisám 796-ban meghalt, és a trónon fia, I. al-Hakam követte. A száműzött Szulajmán és Abdalláh ekkor visszatért, és ezzel négy évig tartó polgárháború kezdődött
Ugyancsak 796-ban Toledo zömmel iszlamizált bennszülött lakói elkergették a városból dölyfös kormányzójukat, Bahlul ibn Marzúkot. A baszk származású ibn Marzúk ezután Andalusz északi határvidékére ment, Zaragoza emírjévé nyilvánította magát, és hadat indított a központi kormányzathoz lojális Banu Qasi és Banu Szalama taifák ellen. A polgárháborúba bonyolódott al-Hakam apjához hasonlóan Amrus ibn Júszufot bízta meg a rend helyreállításával. Amrus néhány gyors és határozott akcióval letörte a lázadást, majd megerősítette a környék stratégiai pontjait. A siker után al-Hakam ezután Toledóba vezényelte, és Amrus a polgárok elégedetlenségét tőle szokatlan, nem várt kegyetlenséggel fojtotta el. Ezután újra északra kellett mennie, ahol éppen Banu Qasi kelt fel a közeli Pamplona, Álava és Cerdanya keresztény grófjainak támogatásában bízva.
797-ben átmenetileg frank kézre került Barcelona, Észak-Ibéria legnagyobb városa, mivel Zeid, a város kormányzója fellázadt Córdoba ellen.
798-ban a polgárháború ismét a lázadók vereségével ért véget. Szulajmán elesett, Abdalláh viszont ügyesebbnek bizonyult, és időben belátta, hogy a hadi események a felkelők számára kedvezőtlenül alakulnak. Valancia és Zaragoza elvesztése után aacheni udvarában felkereste Nagy Károlyt, és szövetséget ajánlott neki, a frank uralkodót azonban nem tudta maga mellé állítani. Ezért [al-Hakammal kezdett tárgyalni, és az ellenállás beszüntetésének felében unokaöccse uralkodásának végéig ő lehetett Valencia kormányzója. A szerződést megerősítendő, arab szokás szerint két lányát feleségül adta al-Hakam egy-egy fiához. A két fiú egyike, Ubajd Allah al-Hakam egyik legjobb tábornoka lett.
799-ben a mórok visszafoglalták Barcelonát. Ezután Lajos teljes seregével átkelt a Pireneusokon és 800-801 telén ismét elfoglalta a várost, ami ezután már végig keresztény kézen maradt.
Al-Hakam politikájával főleg a városi lakosság volt elégedetlen. 800-ban vezető córdobai hivatalnokok és jogtudósok egy csoportja titokban megpróbálta rábeszélni az emír Muhammad ibn Qasim nevű unokaöccsét, hogy lépjen fel al-Hakim ellen, és legyen ő az emír — Muhammad azonban visszautasította az ajánlatot és feladta a szervezkedőket. Az emír 22 összeesküvőt végeztetett ki, köztük a híres ulémát, Jahja ibn Mudárt, aki a tudományt magától a nagy Malík ibn Anastól tanulta. További fondorlatoktól tartva az emír egyrészt megerősíttette a főváros védműveit és helyőrségét, másrészt börtönükben kivégeztette két, elővigyázatosságból már korábban letartóztatott nagybátyját, Maszlamát és Umajját. 805-ben is többeket kivégeztetett összeesküvés miatt. Újjászervezte személyes testőrségét, amit 793-ban Narbonne-nál elfogott hadifoglyokkal és északról jött keresztény zsoldosokkal töltött fel. Legfőbb bizalmasává egy Rabi ibn Teodolfo nevű vizigót grófot tett: ő lett a testőrség parancsnoka és egyúttal a zsoldosoké is.
809-ben elesett Tarragona, majd 811-ben a jól erődített Tortosa, az Ebro völgyének további erősségei — Lérida, Huesca és Zaragoza — azonban mór kézen maradtak. A frankoknak főleg a Llobregat folyó völgyében és Urgellben sikerült folytatniuk a hódítást. Végül az Ebro egész torkolatvidékét megszerezték, majd betörtek Valenciába, rákényszerítve ezzel (812-ben) I. al-Hakam emírt addigi hódításaik elismerésére.
813-ban a frank flotta Empúriai Ermengár parancsnoksága alatt legyőzte a mór hajóhadat. Ezzel frank kézre kerültek a Baleári-szigetek, és ezt a 815-ben kötött békében a Córdobai Emírség is kénytelen volt elismerni.
További gondokat okozott a főváros lakóinak elégedetlensége: 818-ban csak komoly erőfeszítések árán sikerült levernie a külvárosok lázadását. Ezután több száz városit kivégeztek, a külvárost pedig lerombolták.
Az északi határvidék három tartományában (központjaik: Mérida, Toledo és Zaragoza) is erélyesen kellett fellépnie az elszakadást célzó törekvések ellen.

### Az első virágkor
A 822-ben trónra lépő II. Abd ar-Rahmán apja politikájával szimbolikusan is szakítva első intézkedései között kivégeztette apja adókért is felelős keresztény testőrparancsnokát, Rabí comest. Ezzel sikerült megbékítenie alattvalóinak nagy részét, így hosszú uralkodása viszonylag békésen telt – leszámítva a határvidék szokásos önállósulási törekvéseit és a normannok 844-es, váratlan sevillai rajtaütését. Ezt kihasználva rendszeres rabló- és büntetőhadjáratokat indított az északi, keresztény területekre, és az államot is szervezettebbé tette. Véglegesítette az udvari rendtartást, korszerűsítette a központi igazgatást. Mindezek eredményeként a fejedelem bevételei jelentősen megnőttek.
II. Abd ar-Rahmán fia, I. Muhammad (852–886) is hosszú ideig maradt a córdobai trónon. Ezalatt egyetlen komolyabb lázadással kellett szembenéznie: Toledo mindjárt trónra lépésekor fellázadt, és megverte az ellene küldött sereget. Az ellenállást csak 853-ban sikerült nagy katonai erővel szétzúzni. Ezzel jó időre helyreállította a békét, ám ahogy a peremvidékeken nőtt a helyi hatalmasságok befolyása és katonai ereje, lázadások robbantak ki.

### Összeomlás és kilábalás

A 888–937 közti válságidőszak gócpontjai és fontosabb csatái

Muhammad utódja, al-Mundzir (886–888) rövid uralkodása a délkeleti vidéket kezében tartó Ibn Hafszún elleni harccal telt, a sikeres előrenyomulást azonban váratlan betegsége és halála akasztotta meg. Fivére, Abdalláh (888–912) minden igyekezete ellenére képtelen volt összetartani bátyja hadseregét, így Córdobába húzódott vissza, míg az emírség nagy részében összeomlott a hatalma: egész uralkodása azzal telt, hogy az országot hatalmukba kerítő, egymással rivalizáló hadurakat kijátssza egymás ellen, és a leggyengébbeket legyőzve megpróbálja megerősíteni saját hatalmát. Eközben családi intrikákkal is számolnia kellett, aminek eredményeképpen két fiát és több fivérét is kivégeztette.
Abdalláhot Muhammad nevű, kivégzett fiának gyermeke, III. Abd ar-Rahmán követte a trónon. Rendkívül nehéz helyzetben volt uralkodása kezdetén: II. Ordoño leóni király agresszív hódító politikája és a térséget évekig sújtó éhínség egyaránt megnehezítette a dolgát. Az emír ettől függetlenül azonnal megkezdte fejedelemsége visszahódítását: a kisebb, környékbeli városokat sorra visszaszerezte. Sehol sem élt erőszakos megtorlás eszközével, de, a későbbi lázadásokat megnehezítendő, mindenütt lerombolta a városfalakat. 928-ra sikerült a tíz évvel korábban elhunyt Ibn Hafszún fiát is végleg legyőznie, így al-Andalusz déli része felett megszilárdult az uralma. Ezután a keresztény támadásoktól legyengített, de Córdoba fennhatóságát továbbra sem elismerő határvidékek kerültek sorra: Mérida 928-ban, Badajoz 930-ban, Toledo 932-ben, a legtávolabbi Zaragoza pedig 937-ben kapitulált. Ezzel az andalúziai omajjád uralom mindenütt helyreállt.

### A Córdobai Emirátus emírjei
- Abd ar-Rahmán ibn Muávija (I. Abd ar-Rahmán), 756–788
- Hisám, 788–796
- I. al-Hakam, 796–822
- II. Abd ar-Rahmán, 822–852
- I. Muhammad , 852–886
- al-Mundzir, 886–888
- Abdalláh ibn Muhammad, 888–912
- III. Abd ar-Rahmán (Abd ar-Rahmán an-Nászir kalifa), 912–929

### Fénykor

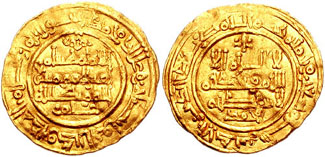
II. Hisám nevében 1007/8 során vert aranydénár

A helyzetét megerősítő Abd ar-Rahmán 929-ben felvette a kalifai címet – és hozzá a „Diadalmas” (an-Nászir) jelzőt – miáltal ő vált a titulus harmadik követelőjévé a bagdadi Abbászidák és a 909-ben lábukat Ifríkijában megvető Fátimidák mellett. Utóbbiak egyébként is politikája homlokterébe kerültek, mert az addig az Idríszidák gyenge és széttagolt uralma alatt álló Marokkóban is megvetették a lábukat, és deklarált céljuk volt az egész muszlim közösség feletti uralom megszerzése. Így, majdnem kétszáz évvel az állam megalakulása után először dél felé fordult a córdobai Omajjádok figyelme. Amíg meg nem szilárdította hatalmát az andalúziai térség felett, legfeljebb a Fátimidáknak ellenálló helyi államocskákat és törzseket támogathatta. 931-ben ugyan megszerezte a Gibraltári-szoros déli partján fekvő Szabta (Ceuta) városát, de sem ő, sem közvetlen utódai nem gondoltak további hódításra, ehelyett a helyi erőket igyekeztek védnökségük alá helyezni, hogy így képezzenek ütközőzónát a Fátimidák jelentette fenyegetés ellen.
A második kalifa, al-Hakam al-Musztanszir (961–976) uralma jelentette a hispániai kalifátus fénykorát. Apja idejéhez hasonlóan folytatódtak a zsákmányszerző portyák északon, de a keresztény fejedelemségek nem jelentettek fenyegetést a hatalmas erejű és nagy tekintélyű kalifátus számára. Külpolitikai problémát csak Marokkó jelentett, 958-tól kezdve ugyanis az idríszida II. al-Haszan, Tanger és a környező Ríf térség ura a területet ismét lerohanó Fátimidáknak esküdött hűséget. Az Omajjádok 972-ben indítottak ellencsapást a Gálib nevű hadvezérrel, aki 974-re végleg felszámolta az Idríszidák ellenállását, a család elfogott tagjait pedig Córdobába deportálták. Egyúttal megkezdődött a berber zsoldosok tömeges beáramlása Andalúziába, amit Abd ar-Rahmán még ellenzett a feljegyzések szerint. Al-Hakam kalifa pompás udvaráról és bőkezű kultúrapártolásáról is ismert, aki számos iskolát alapított és hatalmas könyvtárat gyűjtött, egyúttal tovább folytatta az apja által Córdoba mellett építeni kezdett uralkodói város, „A Virágzó Város” (al-Madína az-Zahrá, ma Medina Azahara) bővítését és szépítését. (Az udvartartásnak és az állami szerveknek otthont adó városrészt a dinasztia bukását kísérő küzdelmek során felgyújtották és elnéptelenedett.)

### Katonai diktatúra

A Córdobai Kalifátus hatalma csúcsán, 1000 körül

Al-Hakam al-Musztanszir halálakor egyetlen, kiskorú fia, Hisám al-Muajjad került trónra, aki mellett az udvari intrikák győzteseként a kamarás (hádzsib), Muhammad ibn Abi Ámir szerzett teljhatalmat, felvéve az uralkodói al-Manszúr melléknevet. (Ez a kortárs keresztény forrásokban Almanzor változatban maradt fenn.) Ibn Abi Ámir mindenekelőtt hadvezérként írta be a nevét a történelembe: a feljegyzések szerint több mint ötven, esetenként szokatlanul mélyre hatoló hadjáratot vezetett az északi, keresztény királyságok ellen, amelyeket rendre legyőzött és nagy zsákmányt szerzett – igaz, hódításra ezúttal sem került sor. A katonaság felett korlátlan hatalommal bíró kamarás negyedszázados uralma alatt a birodalom határain belül béke honolt, és az észak-afrikai szerzeményeket sem fenyegette veszély. 1002-es halálakor a fia, Abd al-Malik al-Muzaffar örökölte meg a helyét a kalifa mellett, de idejekorán, 1008-ban elhunyt. A kamarási pozíciót a fivére, Abd ar-Rahmán szerezte meg, aki zsarnoki viselkedésével hat hónap alatt elidegenítette magától az alattvalókat, ráadásul önmagát jelöltette ki a háttérbe szorított Hisám kalifával trónörökösnek, tovább szítva az elégedetlenséget.

### Bukás
Abd ar-Rahmán egy északi hadjáraton volt távol, amikor Córdobában lázadás tört ki egy magát al-Mahdinak nevező omajjád herceg, a III. Abd ar-Rahmántól származó Muhammad ibn Abd al-Dzsabbár vezetésével. A lázadók elfogták és megölték a csapatai által elhagyott ámirida kamarást, majd lemondatták Hisámot. Ezzel azonban nem ért véget a dinasztia és a kalifátus pusztulásával végződő polgárháború-sorozat. Al-Mahdi kalifa ugyanis néhány intézkedésével elidegenítette magától a katonaság immár számottevő részét kitevő berbereket, akik egy szintén III. Abd ar-Rahmántól származó előkelőséget, Szulajmán ibn al-Hakamot segítették trónra 1009 novemberében. A küzdelem ezzel nem ért véget: 1010-ben al-Mahdi visszatért, de még abban az évben megölték. Ekkor Hisám al-Muajjad hatalmát restaurálták három évre, de őt 1013-ban Szulajmán al-Musztaín buktatta meg. Hisám nevében további lázadások kezdődtek, ezért Szulajmán kivégeztette az uralkodót, mire korábbi hívei, az Idríszidák egy ágát alkotó Hammúdidák vele végeztek, és 1016–1023 között saját maguk uralták Córdobát és viselték a kalifai titulust (leszámítva az al-Murtada néven kikiáltott Abd ar-Rahmán ibn Muhammad jelentette rövid közjátékot 1018-ban).
Az 1023 szeptemberében elűzött Hammúdidáktól ismét egy omajjád, Abd ar-Rahmán ibn Hisám al-Musztazhir vette át a hatalmat, de 1024-ben megölték és Muhammad ibn Abd ar-Rahmán al-Muktafi került trónra 1025-ig, amikor is meggyilkolták. Két év újabb hammúdida uralom után végül Hisám al-Mutadd személyében egy újabb omajjádból lett kalifa, ám a córdobai lakosság megelégelte a hosszú ideje tartó polgárháborút, a különböző nemzetiségű seregtestek visszaéléseit, valamint az uralkodók és a hadurak zsarnokságát, ezért a közhangulatnak hangot adva Abu Hazm Dzsahvar ibn Muhammad, a tekintélyes vezír úgy döntött, hogy száműzi és uralkodásra alkalmatlannak nyilvánítja az Omajjádokat, megalapítva a Dzsahvaridák rövid életű, tisztséget formálisan nem viselve uralkodó dinasztiáját. Ezzel a Córdobai Kalifátus, amely a polgárháborús időszakban egyébként is részfejedelemségekre (táifa) bomlott szét, végleg megszűnt.

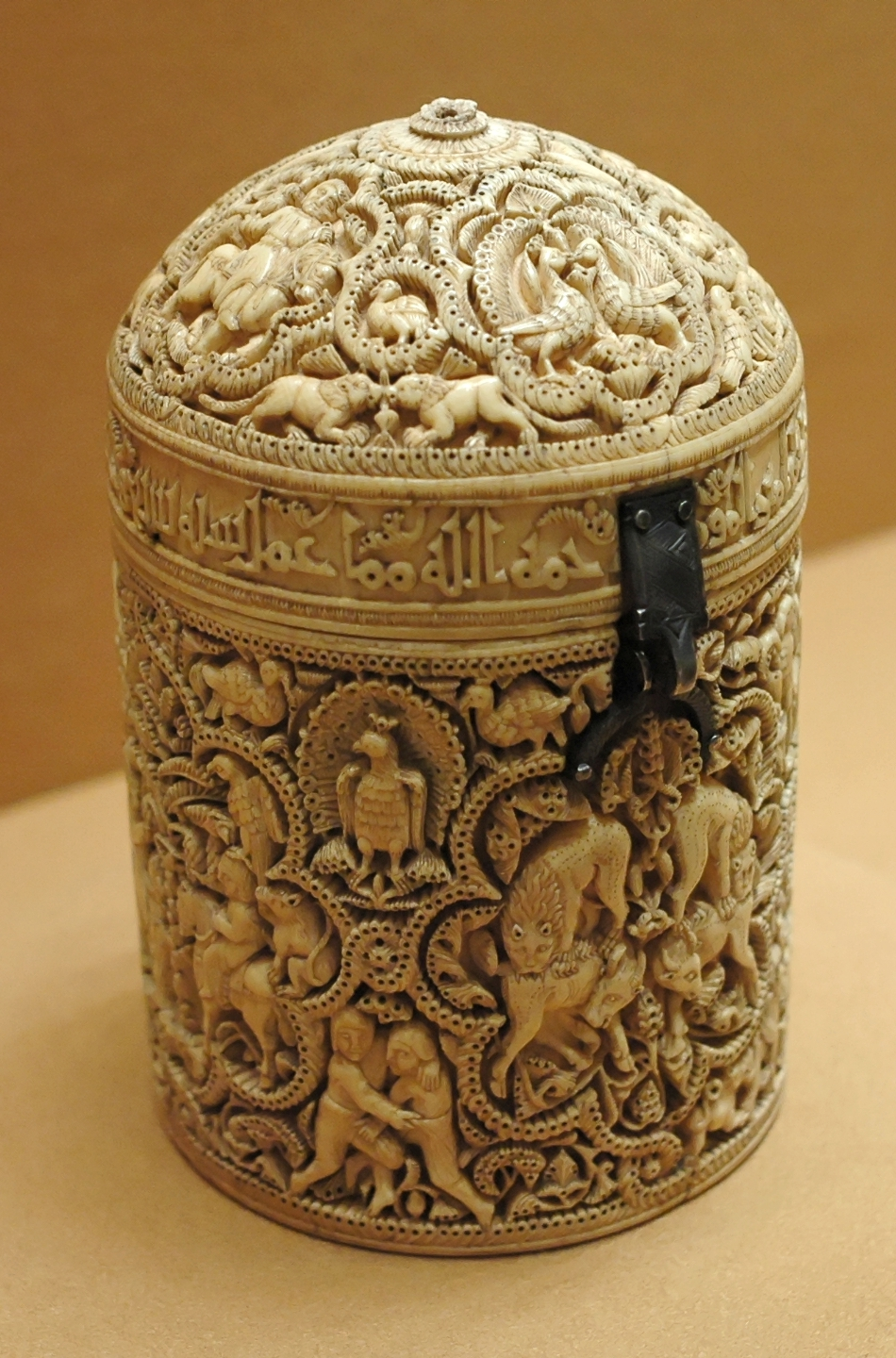
Faragott elefántcsonttégely al-Mugíra herceg, III. Abd ar-Rahmán fia és II. al-Hakam fivére nevével al-Madína az-Zahrából

## A Córdobai Kalifátus történetének forrásai
Izoláltságuk miatt az andalúziai területek története mindvégig legfeljebb nagyon korlátozottan jelent meg a keleten virágzó történetírásban, a helyben írt, jóval szerényebb mennyiségű anyag nagy része pedig sajnálatos módon elveszett. A Córdobai Kalifátus történetének korábbi forrásait és saját tapasztalatait egyaránt papírra vetette a kalifátus bukásának szemtanúja, az 1076-ban elhunyt Ibn Hajján két legfontosabb művében: az al-Muktabisz („A tűzből parazsat kivevő”) korábbi, mára zömmel elveszett történeti munkák gondos kompilációja, amelyben a szerző megjelöli a forrásait. Ezzel szemben az al-Matín („A szilárd”) önálló munka, amely a szerző korának eseményeit összegzi. Bár mindkét mű csak töredékesen, illetve rövidítések és idézetek formájában maradt fenn, lényegében ezek az alapvető és elsőrendű forrásai a córdobai omajjád történelemnek. Kisebb értékű, kiegészítő információkkal szolgál Ibn Abd Rabbihi (meghalt 940-ben) anekdotagyűjteménye, az al-Ikd al-faríd („Az egyedülálló nyaklánc”).